# Dụ ngôn Vị mục tử nhân lành
Vị Mục Tử nhân lành (tiếng Hy Lạp: ποιμὴν ὁ καλός, poimḗn ho kalós) là một hình ảnh được nhắc đến trong đoạn văn Kinh Thánh thuộc sách Tin Mừng theo thánh Gioan (Gioan 10:1–21), trong đó Chúa Giêsu Kitô được phác họa như vị Mục Tử nhân lành hy sinh mạng sống mình cho đoàn chiên. Lối miêu tả này cũng được dùng trong Thánh Vịnh 23 và Êdêkien 34:11–16. Hình ảnh vị Mục Tử nhân lành cũng được thuật lại trong các sách khác, đó là Thư gửi tín hữu Do Thái, Thư thứ nhất của thánh Phêrô và sách Khải huyền.

## Trích dẫn Kinh Thánh
Trong Tin Mừng theo thánh Gioan, Chúa Giêsu tuyên bố rằng "Tôi chính là Mục Tử nhân lành" trong hai câu: Gioan 10:11 và Gioan 10:14.
| “                | Tôi chính là Mục Tử nhân lành. Mục Tử nhân lành hy sinh mạng sống mình cho đoàn chiên. Người làm thuê, vì không phải là mục tử, và vì chiên không thuộc về anh, nên khi thấy sói đến, anh bỏ chiên mà chạy. Sói vồ lấy chiên và làm cho chiên tán loạn, vì anh ta là kẻ làm thuê, và không thiết gì đến chiên. Tôi chính là Mục Tử nhân lành. Tôi biết chiên của tôi, và chiên của tôi biết tôi, như Chúa Cha biết tôi, và tôi biết Chúa Cha, và tôi hy sinh mạng sống mình cho đoàn chiên. Tôi còn có những chiên khác không thuộc đàn này. Tôi cũng phải đưa chúng về. Chúng sẽ nghe tiếng tôi. Và sẽ chỉ có một đoàn chiên và một mục tử. Sở dĩ Chúa Cha yêu mến tôi, là vì tôi hy sinh mạng sống mình để rồi lấy lại. Mạng sống của tôi, không ai lấy đi được, nhưng chính tôi tự ý hy sinh mạng sống mình. Tôi có quyền hy sinh và có quyền lấy lại mạng sống ấy. Đó là mệnh lệnh của Cha tôi mà tôi đã nhận được. | ” |
| — Gioan 10:11–18 | |   |

Đoạn văn này là một trong nhiều phần gây chia rẽ trong cộng đồng người Do Thái (Gioan 10:19–21).
Các trích đoạn sau đây cũng so sánh Chúa Giesu Kito với một người mục tử: Mátthêu 2:6, Mátthêu 25:32, Mátthêu 26:31, Máccô 6:34, Máccô 14:27, Gioan 10:2, Do Thái 13:20, 1 Phêrô 2:25, 1 Phêrô 5:4 và Khải huyền 7:17.

## Chùm ảnh

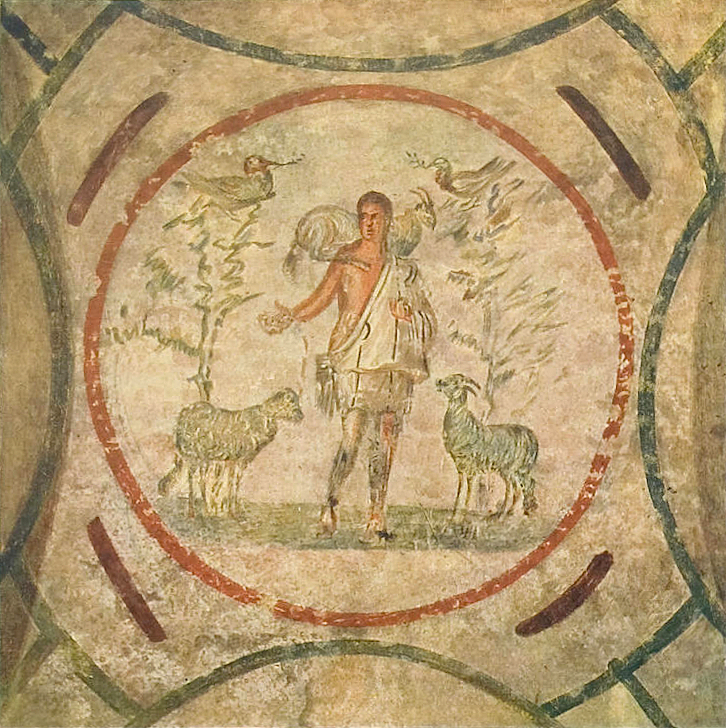
Tranh vẽ tại Hang toại đạo thánh Priscilla, Roma
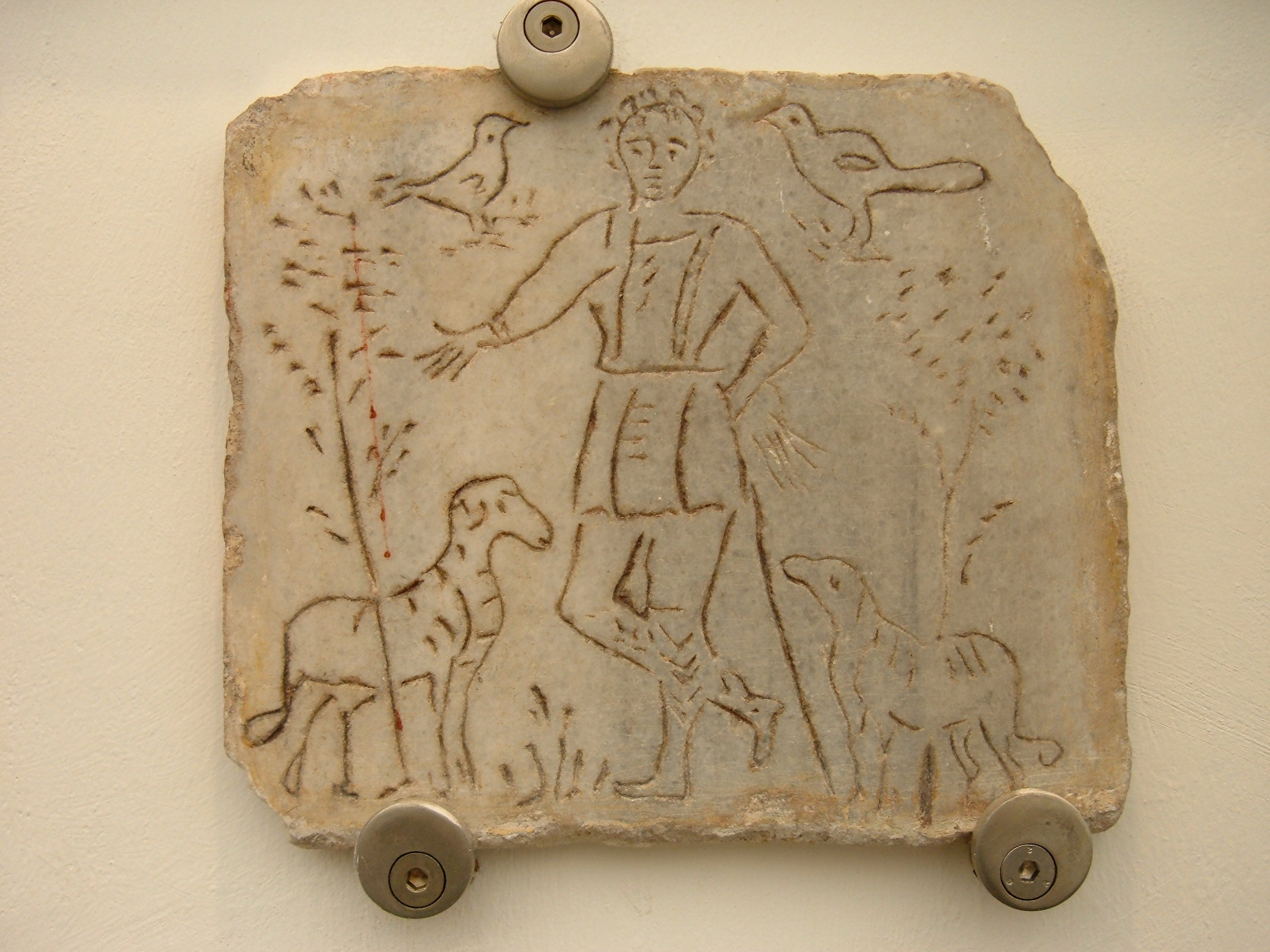
Tranh khắc thế kỷ 4 tại Bảo tàng Các nhà tắm của Diocletianus, Roma
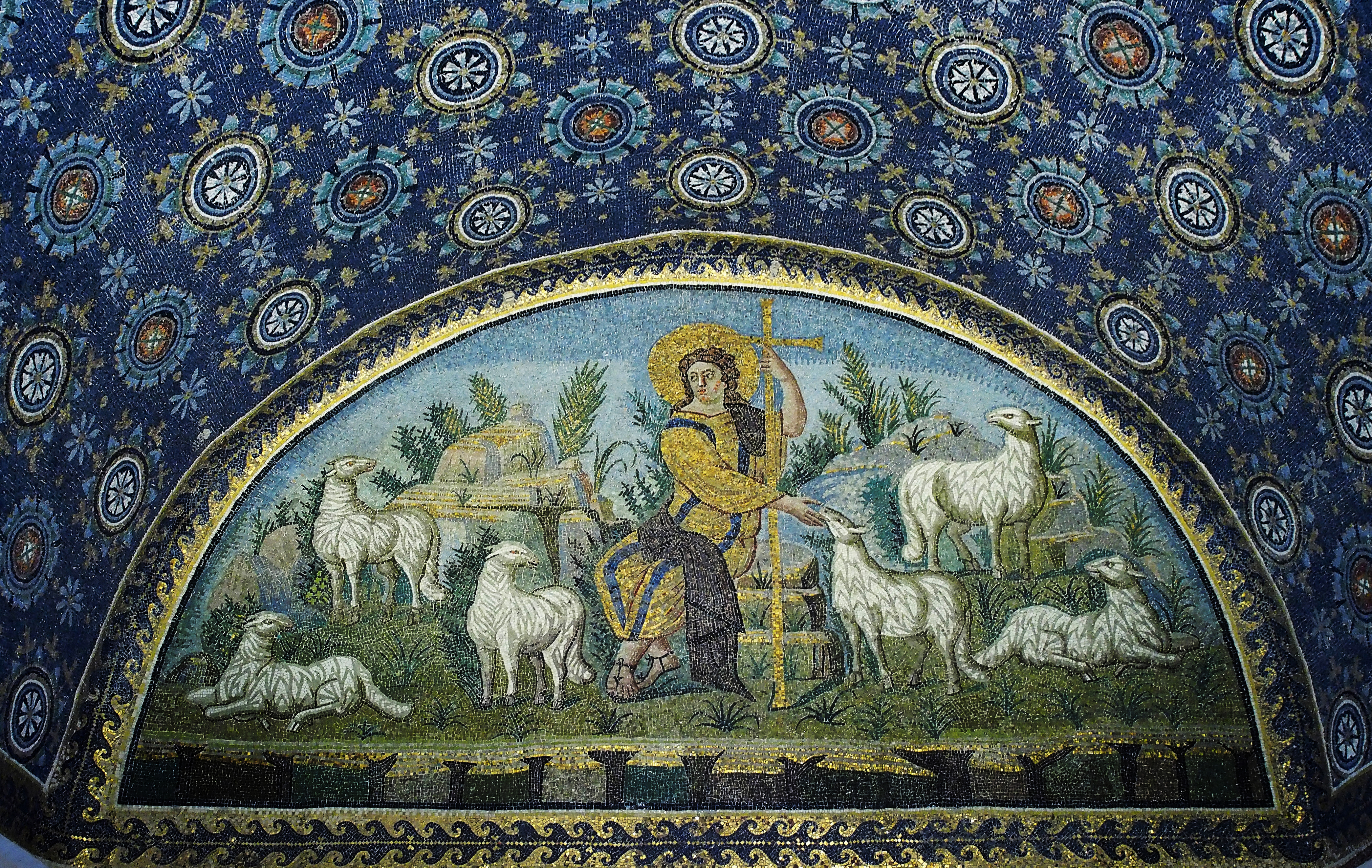
Tranh khảm tại Lăng Galla Placidia, Ravenna, Italia, khoảng năm 425
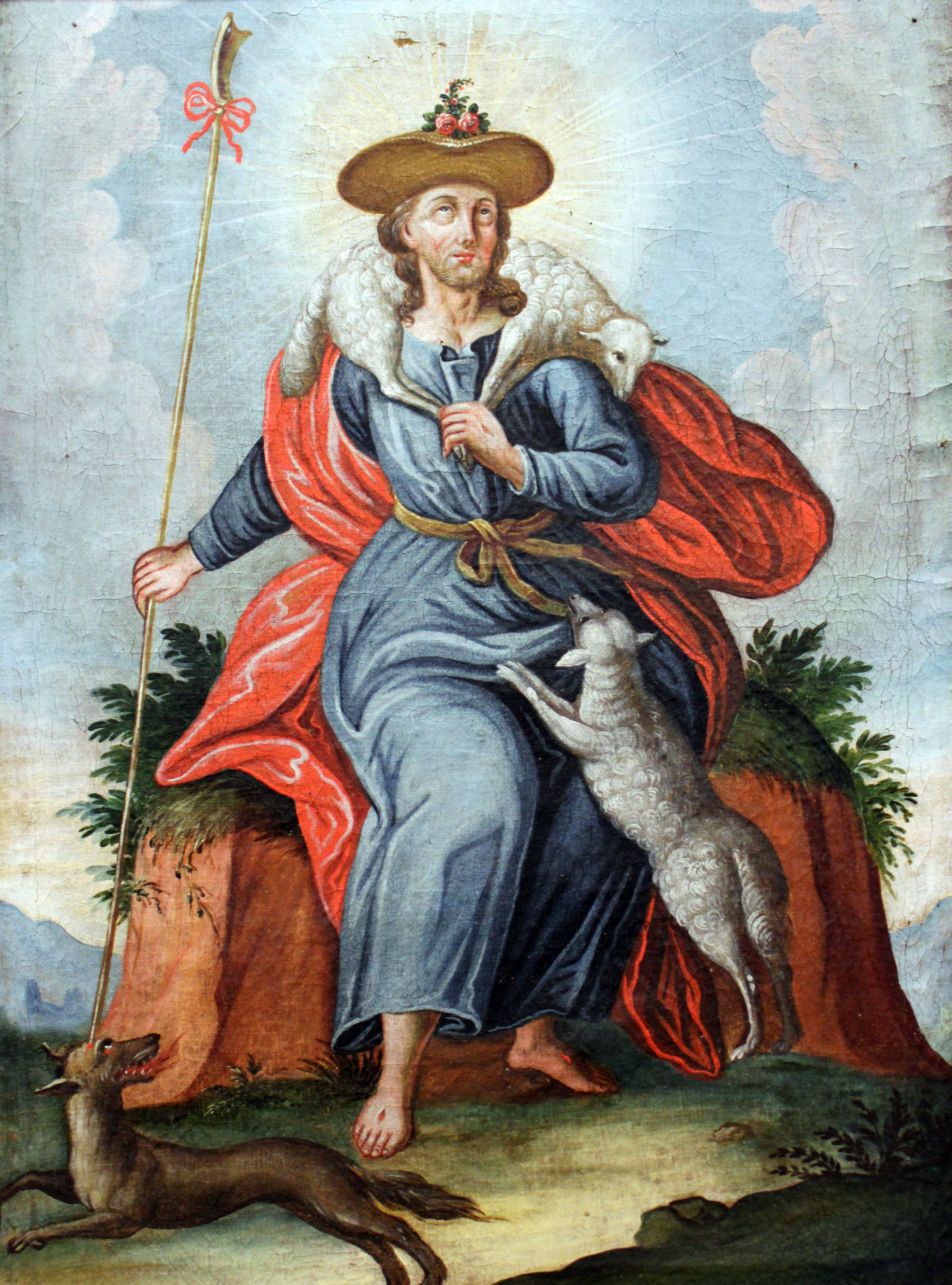
Chúa Kitô là vị Mục Tử nhân lành, do họa sĩ vô danh người Hạ Bayern vẽ (1750)

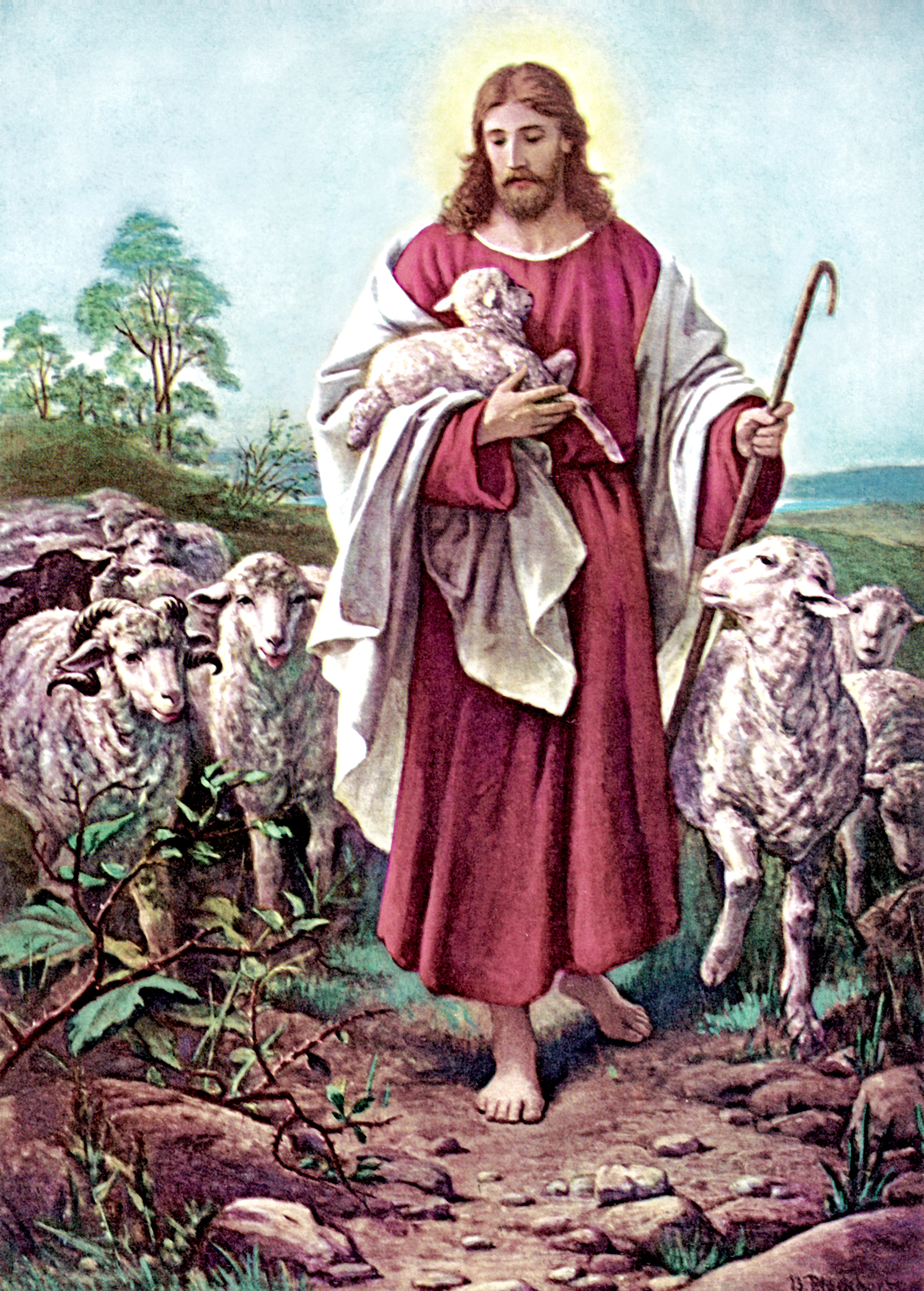
Tranh vẽ thế kỷ 19 của họa sĩ người Đức Bernard Plockhorst
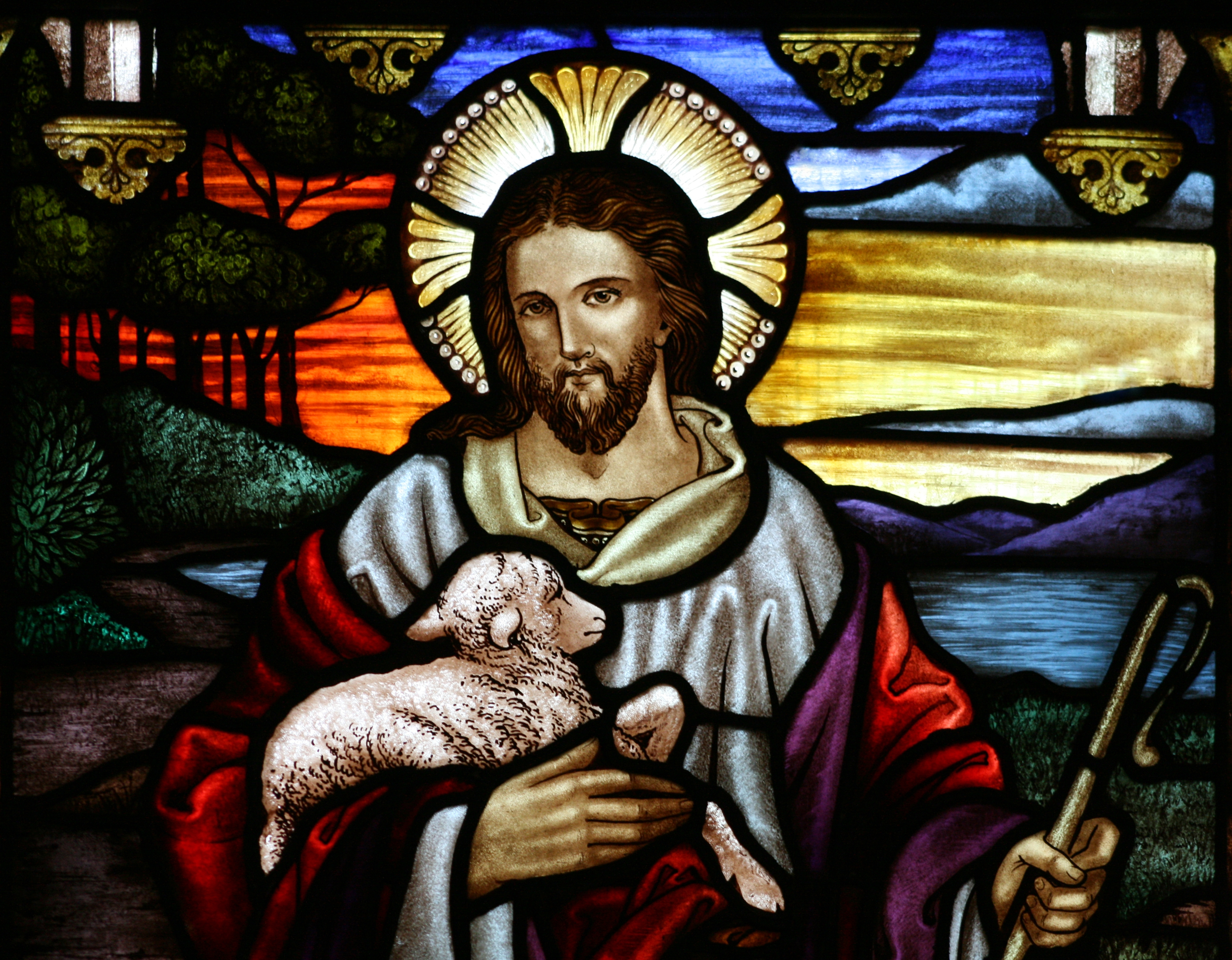
Tranh kính màu ghép thế kỷ 20 tại Úc
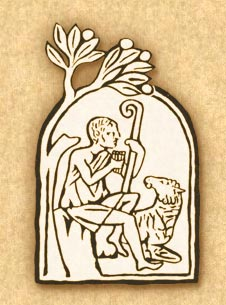
Logo của sách Giáo lý Hội Thánh Công giáo
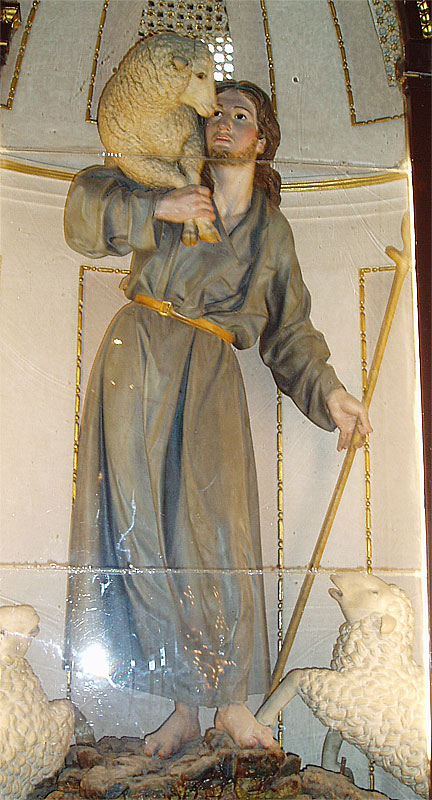
Oratorio de la Santa Cueva. Cádiz, España
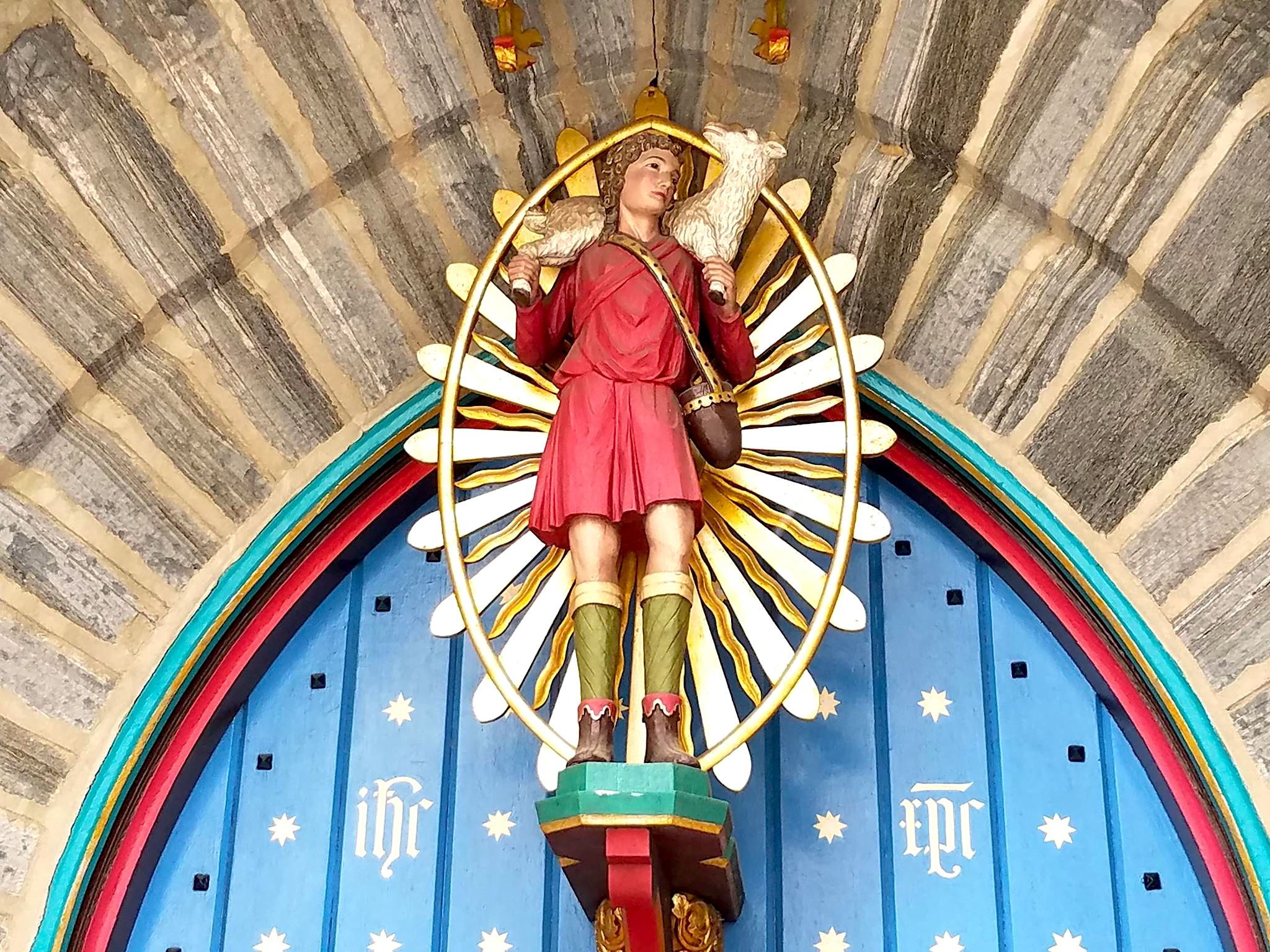
Chúa Giêsu dưới hình dạng trẻ mục đồng, Nhà thờ Mục Tử nhân lành (Rosemont, Pennsylvania) thuộc Giáo hội Giám nhiệm